# سقنقور (جنس)
السقنقور (الاسم العلمي: Scincus) هو جنس من الزواحف يتبع الفصيلة السقنقورية من رتبة الحرشفيات.

## أنواع السقنقور
- سقنقور عادي
- سقنقور شرقي
- سقنقور همبريشي
- سقنقور أبيض الخطوط